# MLDonkey
MLDonkey — кроссплатформенный файлообменный клиент с открытым исходным кодом, поддерживающий большое количество протоколов и P2P-сетей.
Написан на языке OCaml, вместе с ним использованы Си и ассемблер. Проверена работа клиента в следующих операционных системах: Linux, Unix, Solaris, macOS, MorphOS и Windows.

## Архитектура и возможности
- Ядро программы выполняется как демон (в Windows — служба), которой можно управлять через telnet, веб-интерфейс, либо стороннюю графическую оболочку. Доступно много различных графических оболочек, разрабатываемых разными авторами;
- Поддержка многопользовательского режима работы;
- На разных этапах присутствовала поддержка P2P-сетей и протоколов: eDonkey, прямая передача (HTTP, FTP, SSH), Overnet, Kademlia, Direct Connect, Gnutella, Gnutella2, OpenNap, Soulseek, BitTorrent, FastTrack, OpenFT;
- Возможность качать один файл из различных пиринговых сетей одновременно (экспериментальная);

## История
MLDonkey был задуман и написан Фабрисом ле Фессантом и Симоном Патариным, сотрудниками Французского национального исследовательского института вычислительной техники (INRIA), как программа, которая возбудит распространение языка OCaml в сообществе открытого ПО:

У множества проектировщиков функциональных языков есть одна мечта: найти приложение-«приманку», вне области символического программирования (компиляторов, доказателей теорем, специализированных языков), которая заставит их язык получить распространение в сообществе открытого ПО. Год назад мы работали над этой проблемой и решили написать сетевое приложение в зарождающейся области пиринговых систем.
Оригинальный текст (англ.)A lot of designers of functional languages have one dream: finding a killer application, outside of the world of symbolic programming (compilers, theorem provers, DSLs), that would make their language spread in the open-source community. One year ago, we tackled this problem, and decided to use to program a network application in the emerging world of peer-to-peer systems.

Первая общедоступная версия MLDonkey была опубликована в январе 2002 года и размещена на хостинге Savannah (с версии 2.7.1 релизы также выкладываются на SourceForge). Первоначально программа поддерживала только сеть eDonkey2000; после выхода версии 2 была добавлена поддержка других сетей — Overnet, BitTorrent, Kademlia и Direct Connect.
Развитие MLdonkey всегда сопровождалось спорами, в основном основанными на том, что оригинальный клиент eDonkey и протокол Overnet были коммерческими. Это вынудило разработчиков MLDonkey использовать при разработке метод обратной разработки, чтобы реализовать основные функции, но на этом они не останавливались, добавляя различные дополнительные возможности, не все из которых были удачными и полезными.